# 四條稔
四條 稔（よじょう みのる、1966年9月27日 - ）は、山梨県中巨摩郡昭和町出身の元プロ野球選手（内野手、外野手）、少年野球指導者。山梨ダイヤモンドキッズベースボールクラブ代表。息子は俳優の四條真悟。

## 来歴・人物
東海大甲府では、エース、4番打者として活躍。1983年秋季関東大会準決勝に進むが、取手二高の石田文樹と投げ合い完封を喫する。1984年夏の甲子園に出場。2回戦（初戦）で三本松高を降す。3回戦では酒井光次郎を擁する松山商と対戦、連打を浴びて3回途中で降板し敗退。
卒業後は三菱自動車川崎に入社。一塁手に回り、4年間で通算90本の本塁打を放つ。
1988年には東芝の補強選手として都市対抗に出場。3試合に5番打者として起用され優勝を経験する。同年のドラフト会議にて読売ジャイアンツから4位指名を受けて入団。担当スカウトは河埜和正、契約金と年俸はそれぞれ推定で5,500万円、600万円だった。
1989年は小沢浩一らとともにカリフォルニアリーグに派遣され、バイセイリア・オークスで64試合に出場した。
1990年は一軍初出場となった5月2日の対中日戦で3安打2打点を記録。5月5日の対広島戦では1番打者に抜擢されたが3三振に倒れ、6月に一軍登録を抹消されている。一軍では外野手、二軍では一塁手として起用されながら、同年はジュニアオールスターゲームに出場して2安打2打点で優秀選手に選ばれた。シーズン通算ではイースタン・リーグ2位の54打点を挙げ、10月のジュニア日本選手権では五番として3安打2打点を挙げて敢闘賞を受賞している。同月の日本シリーズでは第1戦、第2戦で代打として出場した。
駒田徳広、吉村禎章、岡崎郁ら左打者のレギュラー陣に食い込もうと大森剛や福王昭仁と競争を繰り広げた。
1991年はキャンプ2日目に左膝の靭帯損傷でリタイアしたものの、原辰徳に代わってスタメン起用された6月19日の対阪神戦で初本塁打を放つ。しかし故障で7月に一軍登録を抹消され、左膝靭帯断裂と半月板損傷について8月24日にフランク・ジョーブの執刀で手術を受け、その後はリハビリに取り組んだ。
1992年は83試合に出場（うち20試合に先発）し、規定打席未満ながら打率.310を記録。オフには結婚し、オロナミンCのCMにも出演した。しかし同年11月に秋季キャンプで右手首を骨折して手術を受け、翌年以降は出場機会が減少。
1995年4月19日に佐々木明義と交換トレードでオリックス・ブルーウェーブへ移籍。
1996年はキャンプの時期からクリーンナップ候補として期待され、自己最多となる108試合に出場。主に一塁手として29試合に先発している。特に後半戦は相手投手との相性によっては藤井康雄に代わる五番打者として起用された。同年の日本シリーズでは無安打だったものの主に一塁手の守備固めとしてD・Jやトロイ・ニールと試合終盤に交代する形で起用され、チームは古巣巨人を下して日本一に輝いた。なお、日本一を決めた瞬間のグラウンドには四條の他にもかつて巨人に在籍した高田誠、勝呂壽統が出場しており、ベンチには島野修（かつて巨人へドラフト1位で入団し、その後オリックスのマスコット・ネッピーのスーツアクターを務めていた）もいた。巨人とオリックスでは巧打の選手として代打、もしくは一塁の守備固めでの出場機会が多かった。
1997年から若手や外国人の出場機会の増加により試合出場が減る。
1998年オフにオリックスを自由契約となる。
1999年に横浜ベイスターズへ移籍。プロでの生き残りをかけてキャンプから打撃などをアピールしたものの、一軍出場はなく同年限りで現役を引退。
引退後はサークルKのオーナー募集に申込み、選手会で積み立てていた資金で2000年に上大崎2丁目店を開店した。
2009年1月31日には「久米宏 ラジオなんですけど」のコンビニ特集に電話出演し、近況を語っている。またコンビニ経営と並行して大久保博元が主催する『デーブ ベースボール アカデミー』のコーチも行っていた。
山梨県を本拠地として2014年にベースボール・チャレンジ・リーグ加入を目指す新球団の話が持ち上がったことから帰郷し、2012年8月、甲府市に野球塾「ダイヤモンドキッズ・ベースボールアカデミー」を開講。2012年8月31日には「山梨風林火山球団設立準備室」のメンバーとして記者会見が行われ、チーム発足後はGM兼監督となる予定であることを明らかにしていた。しかし、記者会見以降、加入予定とされた2014年に至るまで続報はなく、球団設立の話は立ち消えになってしまった。
2015年、野球塾を出身地の昭和町に移転。また、同年には甲府商業の臨時コーチに就任した。
2020年6月27日、古巣の巨人が新設したOBスカウトとしての契約を締結。山梨エリアを担当し、有望選手の情報提供などを協力する。

## 詳細情報

### 年度別打撃成績
| 年 度     | 球 団      | 試 合 | 打 席 | 打 数 | 得 点 | 安 打 | 二 塁 打 | 三 塁 打 | 本 塁 打 | 塁 打 | 打 点 | 盗 塁 | 盗 塁 死 | 犠 打 | 犠 飛 | 四 球 | 敬 遠 | 死 球 | 三 振 | 併 殺 打 | 打 率 | 出 塁 率 | 長 打 率 | O P S |
| --------- | ---------- | ----- | ----- | ----- | ----- | ----- | -------- | -------- | -------- | ----- | ----- | ----- | -------- | ----- | ----- | ----- | ----- | ----- | ----- | -------- | ----- | -------- | -------- | ----- |
| 1990      | 巨人       | 15    | 23    | 22    | 1     | 6     | 1        | 1        | 0        | 9     | 3     | 0     | 0        | 0     | 0     | 1     | 1     | 0     | 7     | 1        | .273  | .304     | .409     | .713  |
| 1991      | 巨人       | 15    | 24    | 22    | 3     | 2     | 1        | 0        | 1        | 6     | 1     | 0     | 0        | 0     | 0     | 2     | 0     | 0     | 7     | 0        | .091  | .167     | .273     | .439  |
| 1992      | 巨人       | 83    | 147   | 129   | 12    | 40    | 4        | 2        | 1        | 51    | 10    | 1     | 0        | 2     | 0     | 15    | 5     | 1     | 21    | 4        | .310  | .386     | .395     | .782  |
| 1993      | 巨人       | 31    | 59    | 53    | 2     | 15    | 2        | 0        | 0        | 17    | 1     | 0     | 0        | 0     | 1     | 5     | 0     | 0     | 15    | 0        | .283  | .339     | .321     | .660  |
| 1995      | オリックス | 9     | 9     | 9     | 0     | 0     | 0        | 0        | 0        | 0     | 0     | 0     | 0        | 0     | 0     | 0     | 0     | 0     | 4     | 0        | .000  | .000     | .000     | .000  |
| 1996      | オリックス | 108   | 176   | 157   | 17    | 41    | 6        | 1        | 0        | 49    | 8     | 0     | 1        | 1     | 1     | 16    | 1     | 1     | 38    | 4        | .261  | .331     | .312     | .644  |
| 1997      | オリックス | 17    | 15    | 13    | 2     | 0     | 0        | 0        | 0        | 0     | 0     | 0     | 0        | 1     | 0     | 1     | 0     | 0     | 7     | 0        | .000  | .000     | .000     | .000  |
| 1998      | オリックス | 1     | 3     | 3     | 0     | 0     | 0        | 0        | 0        | 0     | 0     | 0     | 0        | 0     | 0     | 0     | 0     | 0     | 1     | 0        | .000  | .000     | .000     | .000  |
| 通算：8年 | 通算：8年  | 279   | 456   | 408   | 37    | 104   | 14       | 4        | 2        | 132   | 23    | 1     | 1        | 4     | 2     | 40    | 7     | 2     | 100   | 9        | .255  | .323     | .324     | .647  |

### 記録
- 初出場・初先発出場：1990年5月2日、対中日ドラゴンズ4回戦（東京ドーム）、7番・左翼手として先発出場
- 初打席・初安打：同上、2回裏に小松辰雄から
- 初打点：同上、4回裏に小松辰雄から
- 初先発出場：1990年5月5日、対広島東洋カープ5回戦（東京ドーム）、1番・右翼手として先発出場
- 初本塁打：1991年6月19日、対阪神タイガース12回戦（阪神甲子園球場）、4回表に野田浩司からソロ

### 背番号
- 35 （1989年 - 1995年途中）
- 50 （1995年途中 - 同年終了）
- 36 （1996年 - 1998年）
- 55 （1999年）